# Cuincy
Cuincy ist eine nordfranzösische Gemeinde mit 6.499 Einwohnern (Stand: 1. Januar 2022) im Département Nord in der Region Hauts-de-France. Sie gehört zum Arrondissement Douai und zum Kanton Douai. Die Einwohner werden Cuincynois und Cuincynoises genannt.
Die Gemeinde erhielt 2022 die Auszeichnung „Zwei Blumen“, die vom Conseil national des villes et villages fleuris (CNVVF) im Rahmen des jährlichen Wettbewerbs der blumengeschmückten Städte und Dörfer verliehen wird.

## Geographie
Die Gemeinde Cuincy hat den Charakter einer Vorstadt von Douai und liegt an der Grenze zum Département Pas-de-Calais. Durch die Gemeinde fließt der Bach Escrebieux, ein Zufluss der Deûle. Umgeben wird Cuincy von den Nachbargemeinden Lauwin-Planque im Norden, Douai im Osten, Férin im Südosten, Lambres-lez-Douai im Süden, Brebières im Südwesten, Quiéry-la-Motte im Westen und Esquerchin im Nordwesten. Auf dem südwestlichen Gemeindegebiet von Cuincy befindet sich ein Standort des Autokonzerns Renault (Produktion des Scénic und des Mégane II).

## Geschichte
Seit dem 13. Jahrhundert sind zwei Familien als Herren über die Gegend bekannt (Cuincy-Prévost und Cuincy-Baudouin).

### Bevölkerungsentwicklung
| Jahr                       | 1962 | 1968 | 1975 | 1982 | 1990 | 1999 | 2006 | 2011 | 2020 |
| Einwohner                  | 3008 | 3831 | 6175 | 6449 | 7204 | 6847 | 6661 | 6602 | 6444 |
| Quellen: Cassini und INSEE |      |      |      |      |      |      |      |      |      |

## Sehenswürdigkeiten

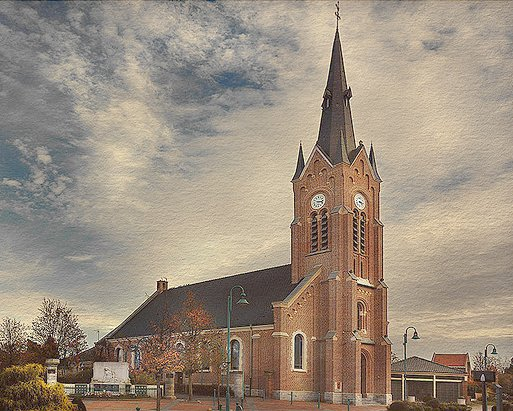
Kirche Saint-Martin

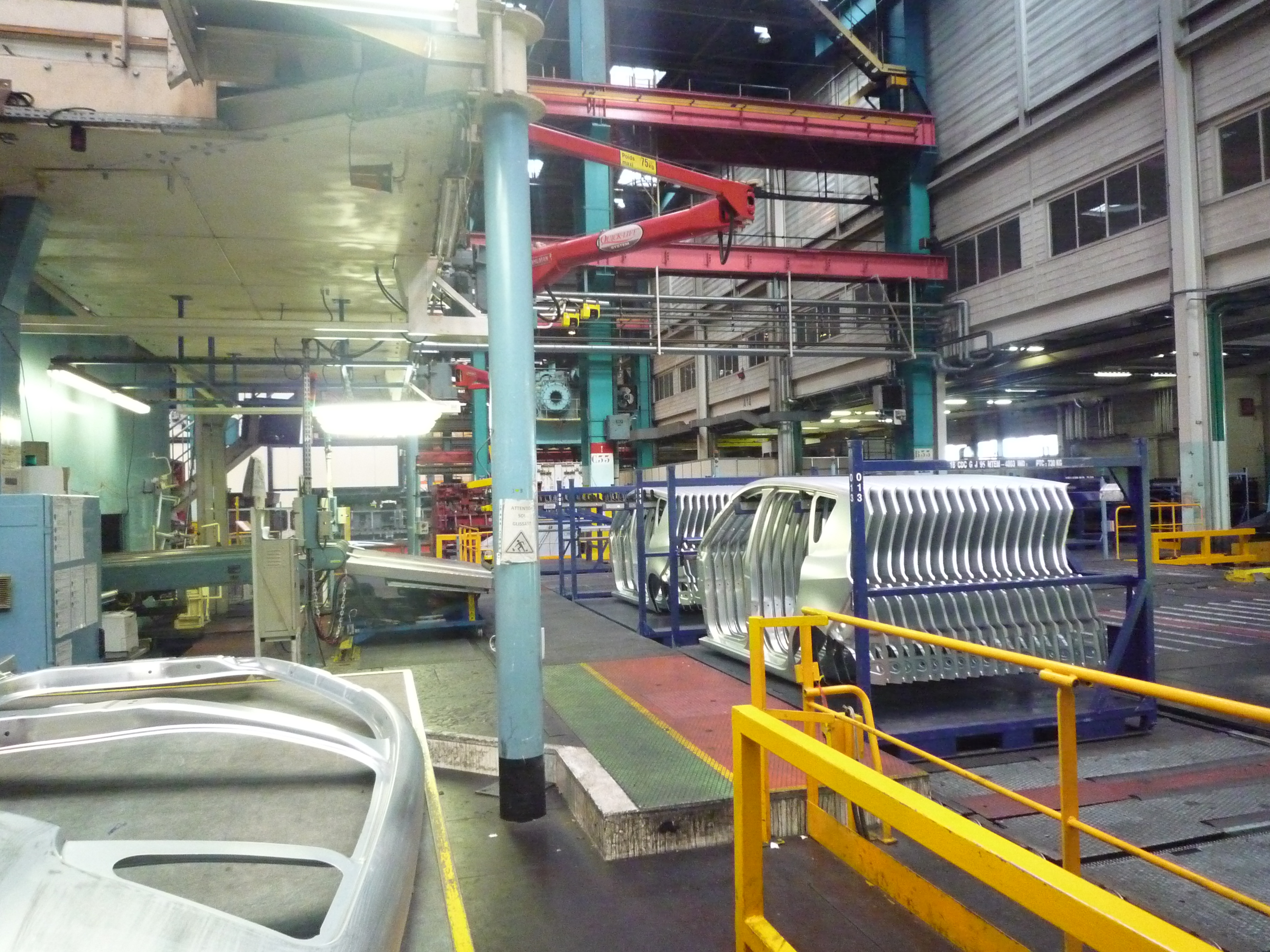
Renault-Produktionsstraße

- Kapelle Notre-Dame-des-Affligés aus dem 19. Jahrhundert
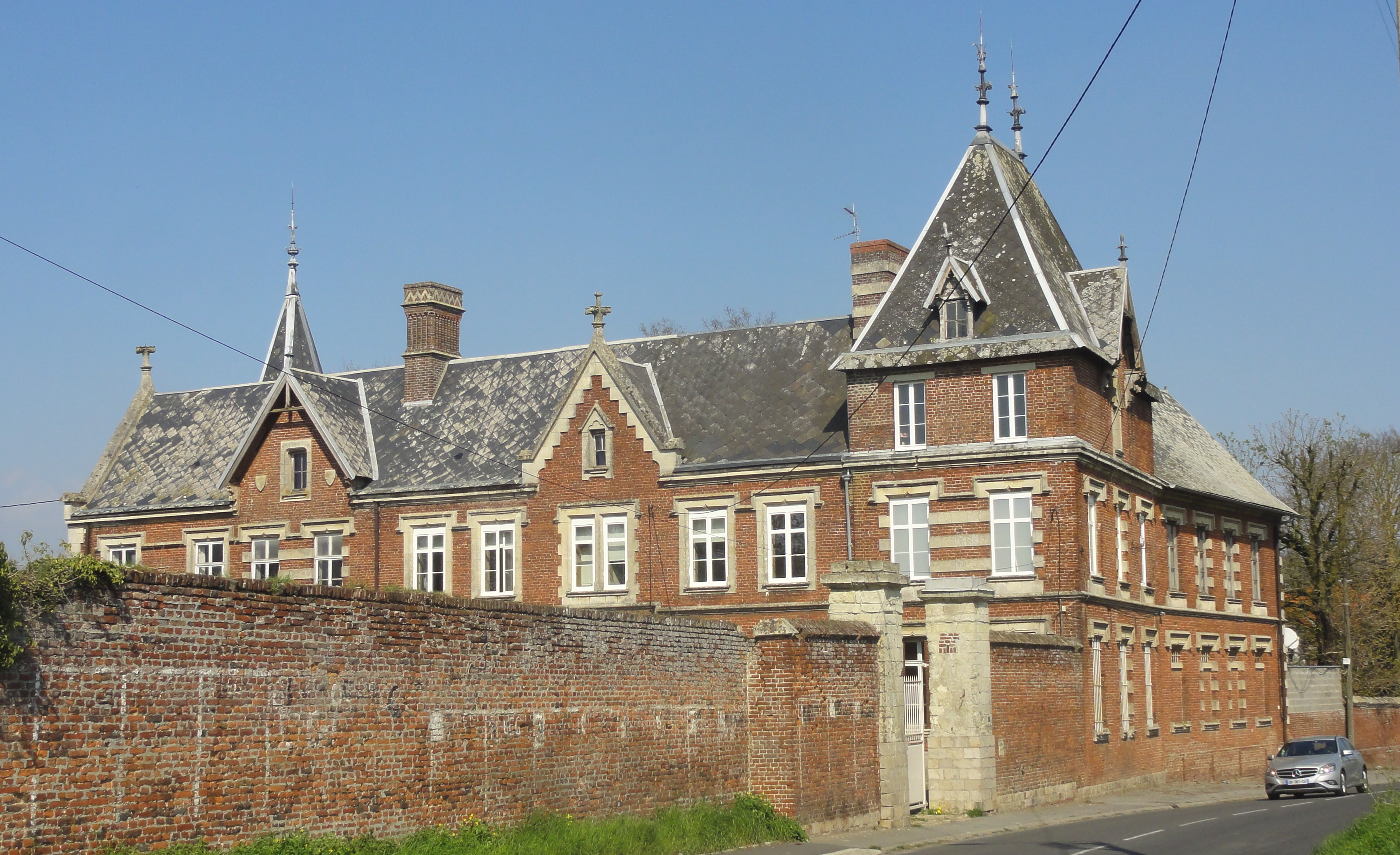
Château des Cuincy-Prévost
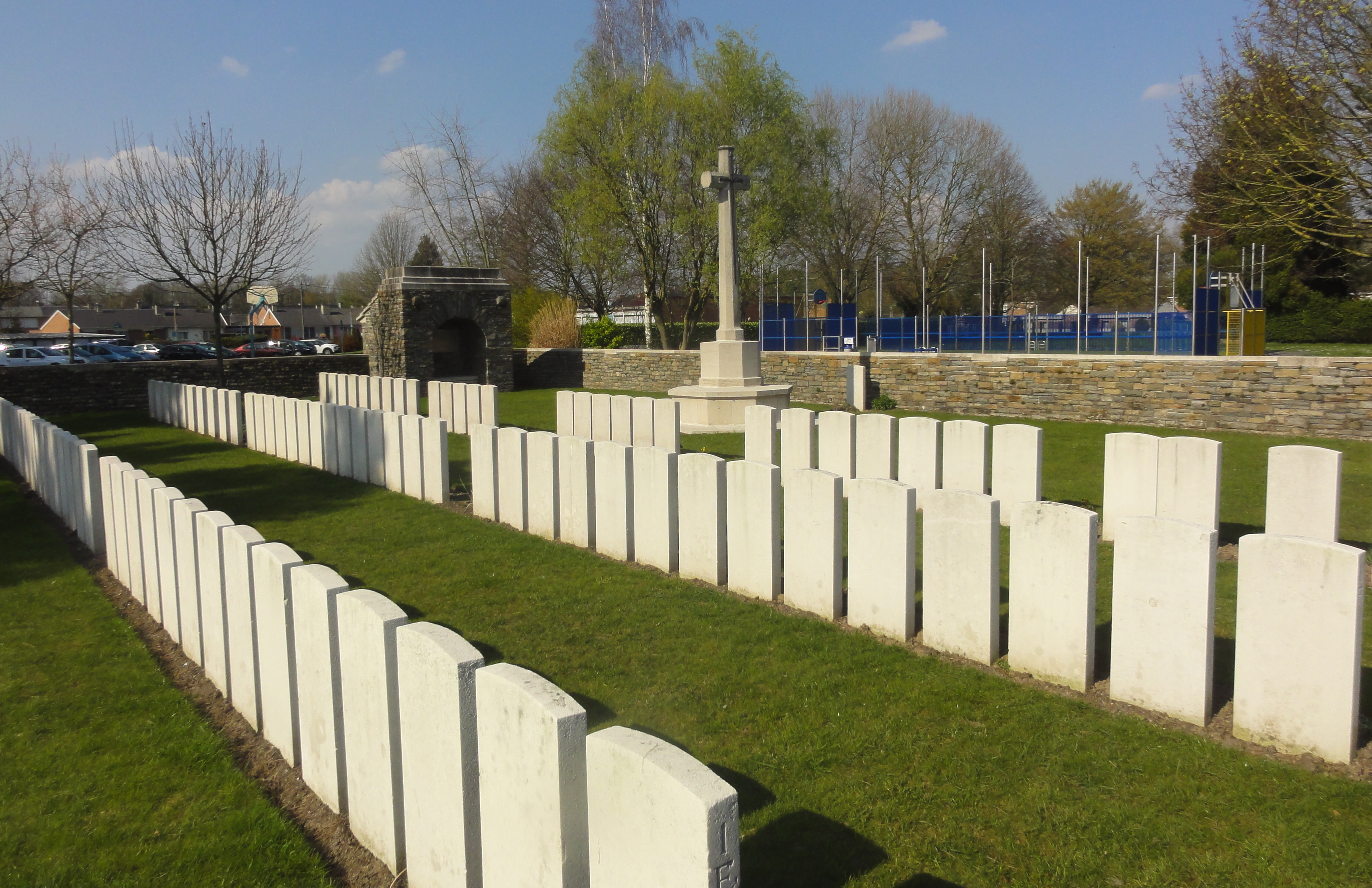
Britischer Soldatenfriedhof
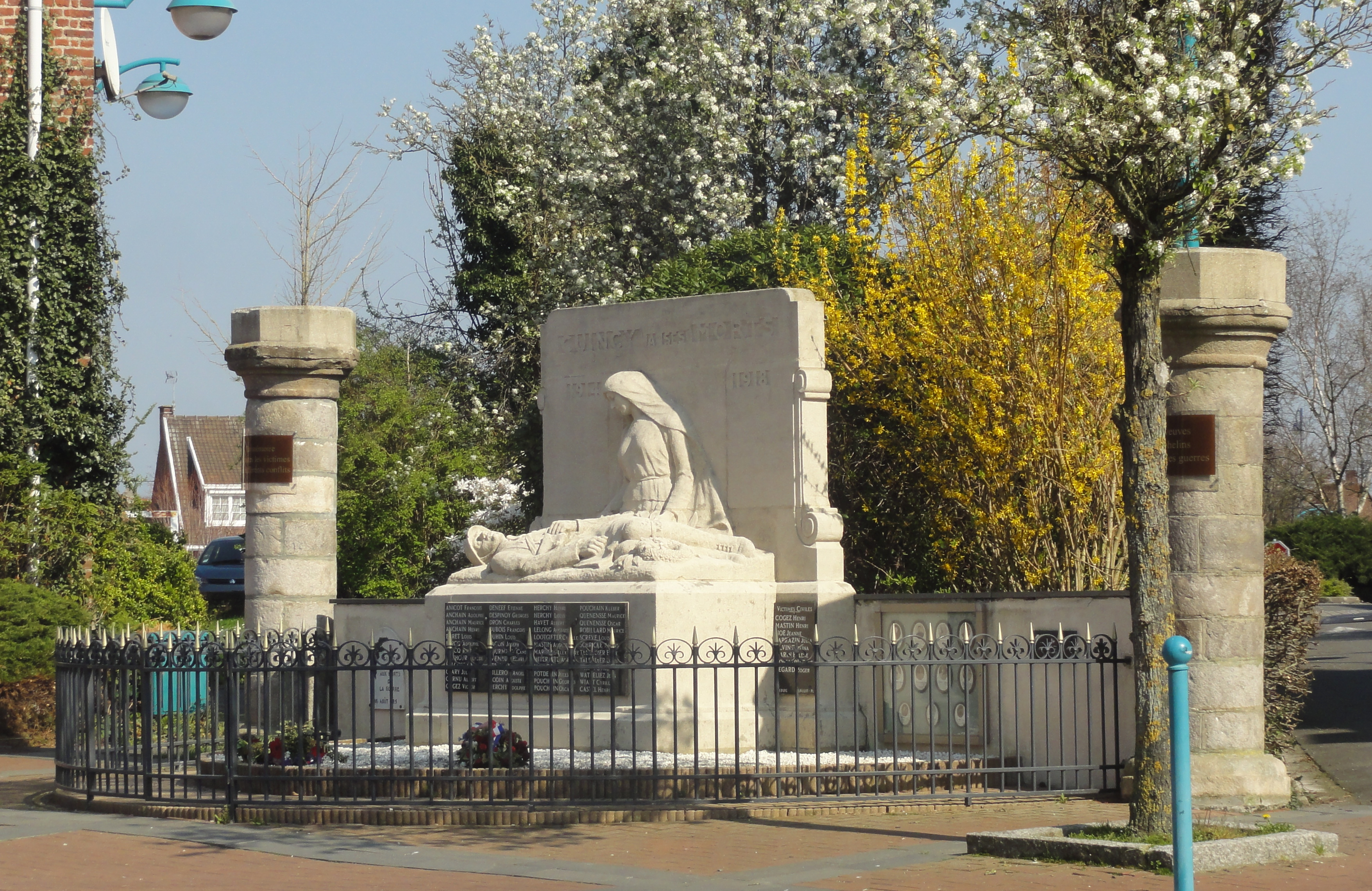
Gefallenendenkmal

- Château des Baudouins
- Château du Petit-Cuincy

- Kirche Saint-Martin
- Château du Petit-Cuincy
- Britischer Soldatenfriedhof
- Gefallenendenkmal

## Persönlichkeiten
- André Joseph Lemaire (1738–1802), französischer General, geboren in Cuincy